# Mbipgo
Mbipgo est un village du Cameroun situé dans la commune de Ndu. Il est rattaché au département du Donga-Mantung, dans la région du Nord-Ouest.

## Géographie
Mbipgo est situé au nord de la commune de Ndu, entre les villages de Fuh et Mbawngong.

## Climat
Le climat, de type soudano-guinéen, est marqué par deux saisons et une pluviométrie unimodale. Durant la saison sèche, de novembre à mi-mars, les précipitations sont moindres, en particulier pendant les mois de janvier et février où les précipitations atteignent des valeurs proches de zéro. Pendant la saison des pluies, les précipitations dépassent parfois 400 mm par mois, en particulier en juillet, août et septembre. Chaque année, les précipitations vont de 1 300 à 3 000 mm, avec une moyenne de 2 000 mm.

## Population
En 1970, Mbipgo fut recensé avec les 39 quartiers du village de Ndu.
Le Bureau central des recensements et des études de population (BCREP) a réalisé un recensement en 2005. Le recensement évaluait à 1 591 le nombre d'habitants; ce chiffre inclus 740 hommes et 851 femmes.
Mbipgo est une des 10 chefferies du clan Wiya. L'histoire rapporte que les Wowo et les Mbipgo sont de proches parents et ont migré avec les Tang ; ils sont aujourd'hui considérés comme appartenant au clan Wiya.

## Économie

### Agriculture
Plus de 90 % des villageois de la commune de Ndu vivent de l’agriculture. La diversité des sols de la région permet de cultiver une grande variété de produits. Ainsi on peut trouver de la culture d’huile de palme et de riz en basse altitude et des plantations de pomme de terre irlandaise en haute altitude. Les autres cultures fréquentes incluent le thé, l’huile de palme, les plantations de café, de riz, de maïs, de haricots, de pommes de terre, d'ignames ainsi que de bananes plantains. Divers systèmes de production agricole sont employés, parmi lesquels la jachère, la culture mixte, la monoculture, la culture continue et l'agriculture commerciale.

### Élevage
L’élevage est une activité structurante de la commune. Les bovins, chevaux, chèvres, moutons et volailles y sont nombreux.

## Système éducatif
Le village comprend deux écoles primaires, la CBC Mbipgo et la GS Mbipgo.

## Accès à l’eau
Le village n'a pas de point d’eau potable.

## Accès à l’électricité
[En 2011], le village n'a pas accès à l’électricité

## Santé et hôpitaux
Mbipgo comprend un centre de soins, le Baptiste HP Mbipgo

## Réseau routier
Deux routes rurales passent par Mbipgo ; la première relie Ndu, Mbarseh, Fuh et Mbot ; la seconde relie Mbipgo aux villages de Fuh, Mbongong et Ntayi